# Aristotelian Society
The Aristotelian Society for the Systematic Study of Philosophy, bättre känt under det kortare namnet Aristotelian Society, är ett brittiskt samfund för studier av filosofi. Det grundades den 19 april 1880 av fem personer: F. G. Fleay, Dr. Alfred Senier, Herbert Burrows, Edward Clarkson, och Alfred Lowe.
Samfundets syfte är systematiska studier av filosofi, både dess historiska utveckling och dess metoder och problem. Man träffas fortfarande varannan vecka på Londons Universitet för att diskutera filosofiska avhandlingar från varierande tankeskolor.
Ett flertal mer eller mindre välkända filosofer har agerat ordförande för Aristotelian Society sedan dess grundande, bland andra Bertrand Russell (1911-1913), Arthur Balfour (1914-1915) och G. C. Field (1934-1935). 

## Lista över ordföranden
- Shadworth H. Hodgson (1880-1894)
- Bernard Bosanquet (1894-1898)
- D. G. Ritchie (1898-1899)
- G. F. Stout (1899-1904)
- Hastings Rashdall (1904-1907)
- Lord Haldane of Cloan (1907-1908)
- Samuel Alexander (1908-1911)
- Bertrand Russell (1911-1913)
- G. Dawes Hicks (1913-1914)
- Arthur Balfour (1914-1915)
- H. Wildon Carr (1915-1918)
- G. E. Moore (1918-1919)
- James Ward (1919-1920)
- W. R. Inge (1920-1921)
- F. C. S. Schiller (1921-1922)
- A. N. Whitehead (1922-1923)
- T. Percy Nunn (1923-1924)
- Lord Lindsay of Birker (1924-1925)
- J. A. Smith (1925-1926)
- C. Lloyd Morgan (1926-1927)
- C. D. Broad (1927-1928)
- A. E. Taylor (1928-1929)
- J. Laird (1929-1930)
- Beatrice Edgell (1930-1931)
- W. G. de Burgh (1931-1932)
- Leonard J. Russell (1932-1933)
- L. S. Stebbing (1933-1934)
- G. C. Field (1934-1935)
- J. L. Stocks (1935-1936)
- Samuel Alexander (1936-1937)
- Bertrand Russell (1937-1938)
- G. F. Stout (1938-1939)
- Sir William David Ross (1939-1940)
- Hilda D. Oakeley (1940-1941)
- A. C. Ewing (1941-1942)
- Morris Ginsberg (1942-1943)
- H. H. Price (1943-1944)
- H. J. Paton (1944-1945)
- Gilbert Ryle (1945-1946)
- R. B. Braithwaite (1946-1947)
- Norman Kemp Smith (1947-1948)
- C. A. Mace (1948-1949)
- W.C. Kneale (1949-1950)
- J. Wisdom (1950-1951)
- A. J. Ayer (1951-1952)
- H. B. Acton (1952-1953)
- Dorothy Emmet (1953-1954)
- C. D. Broad (1954-1955)
- J. N. Findlay (1955-1956)
- J. L. Austin (1956-1957)
- R. I. Aaron (1957-1958)
- Karl Popper (1958-1959)
- H. L. A. Hart (1959-1960)
- A. E. Duncan-Jones (1960-1961)
- Prof. A. M. MacIver (1961-1962)
- H. D. Lewis (1962-1963)
- Isaiah Berlin (1963-1964)
- W. H. Walsh (1964-1965)
- Ruth L. Saw (1965-1966)
- Stephan Körner (1966-1967)
- Richard Wollheim (1967-1968)
- D. J. O'Connor (1968-1969)
- P. F. Strawson (1969-1970)
- W. B. Gallie (1970-1971)
- Martha Kneale (1971-1972)
- R. M. Hare (1972-1973)
- Charles H. Whiteley (1973-1974)
- David Daiches Raphael (1974-1975)
- A. M. Quinton (1975-1976)
- D. M. Mackinnon (1976-1977)
- D. W. Hamlyn (1977-1978)
- G. E. L. Owen (1978-1979)
- A.R. White (1979-1980)
- P. G. Winch (1980-1981)
- R. F. Holland (1981-1982)
- T. J. Smiley (1982-1983)
- A. R. Manser (1983-1984)
- Peter Alexander (1984-1985)
- Richard Sorabji (1985-1986)
- Martin Hollis (1986-1987)
- G. E. M. Anscombe (1987-1988)
- Onora O'Neill (1988-1989)
- Renford Bambrough (1989-1990)
- John Skorupski (1990–1991)
- Timothy Sprigge (1991-1992)
- Hugh Mellor (1992-1993)
- David E. Cooper (1993-1994)
- Jonathan Dancy (1994-1995)
- Christopher Hookway (1995-1996)
- Jennifer Hornsby (1996-1997)
- John Cottingham (1997-1998)
- Adam Morton (1998-1999)
- David Wiggins (1999-2000)
- James Griffin (2000-2001)
- Jane Heal (2001-2002)
- Bob Hale (2002-2003)
- Paul Snowdon (2003-2004)
- Timothy Williamson (2004-2005)
- Myles Burnyeat (2005-2006)
- Thomas Baldwin (2006-2007)
- Dorothy Edgington (2007-2008)
- M G F Martin (2008-2009)
- Simon Blackburn (2009-2010)
- Quassim Cassam (2010-2011)
- Marie McGinn  (2011-2012)
- Sarah Broadie (2012-2013)
- David Papineau (2013–2014)
- Adrian Moore (2014 - 2015)
- Susan James (2015–2016)
- Tim Crane (2016-2017)